# Candiru (poisson)
Vandellia cirrhosa
Pour l'entreprise, voir Candiru (entreprise).
Espèce
Le candiru (genre Vandellia) est un poisson vivant dans les fluviaux amazoniens. On en recense une douzaine d'espèces, parasitaires ou nécrophages.
Vandellia cirrhosa, également appelé « poisson vampire du Brésil » ou « vampire des eaux amazoniennes », parasite de la famille des Trichomycteridae est connu pour remonter les flux d'urine et pour se loger dans l'urètre. Ce type de parasitisme relève toutefois de l'anecdotique. Sa technique consiste à se loger dans sa victime, par les branchies, et à déployer ses piques afin de rester accroché et à se nourrir du sang et de la chair de sa victime.
Le candiru est énormément craint par les populations locales, qui se méfient plus de lui que des piranhas.[réf. nécessaire] Sa dangerosité pour l'homme serait toutefois exagérée. Le candiru est décrit comme attiré par le sang et l'urine bien que les études scientifiques montrent que ce poisson chasse à vue. Il parasite généralement les autres poissons plus gros que lui, comme le poisson-chat ou l'arapaïma, mais se montre également capable de dépecer un cadavre en quelques minutes.
Le docteur Irmgard L. Bauer affirme que le poisson ne présenterait pas de menace réelle pour l'humain. Ce serait une légende inventée par les populations locales pour effrayer les colonisateurs.